# جورج دول
جورج استوارت دول (انگلیسی: George Stuart Dole؛ ۳۰ ژانویهٔ ۱۸۸۵ – ۶ سپتامبر ۱۹۲۸) کشتی‌گیر اهل ایالات متحده آمریکا بود. او در بازی‌های المپیک تابستانی ۱۹۰۸ صاحب مدال طلا شد.